# فيوليتا أوبلينجر بيترز
فيوليتا أوبلينجر بيترز (من مواليد 14 أكتوبر 1977 في شفيرته، شمال الراين-وستفاليا) هي وايتووتر سلالوم نمساوية وُلدت في ألمانيا، وتنافس على المستوى الدولي منذ عام 1995. شاركت في الألعاب الأولمبية الصيفية، وفازت بميدالية برونزية في الحدث K1 في بكين في عام 2008.

## البطولات
| الموسم | تاريخ         | مكان       | موضع | هدف  |
| ------ | ------------- | ---------- | ---- | ---- |
| 2001   | 10 يونيو 2001 | Tacen      | 3    | K1   |
| 2002   | 28 يوليو 2002 | Tacen      | 2    | K1   |
| 2003   | 3 أغسطس 2003  | براتيسلافا | 3    | K1   |
| 2006   | 4 يونيو 2006  | أوغسبورغ   | 3    | K1   |
| 2007   | 30 يونيو 2007 | براغ       | 2    | K1   |
| 2009   | 3 أغسطس 2009  | كاناناسكيس | 3    | K1 1 |

## روابط خارجية
- فيوليتا أوبلينجر بيترز على موقع الاتحاد الدولي للكانو (الإنجليزية)
- فيوليتا أوبلينجر بيترز على موقع أوليمبيديا (الإنجليزية)